# Schistura disparizona
Schistura disparizona är en fiskart som beskrevs av Zhou och Maurice Kottelat 2005. Schistura disparizona ingår i släktet Schistura och familjen grönlingsfiskar. Inga underarter finns listade i Catalogue of Life.